# Adrian Cronauer
Adrian Joseph Cronauer (8 tháng 9 năm 1938 – 18 tháng 7 năm 2018) từng là một trung sĩ Không quân Hoa Kỳ và là một người nổi tiếng trong ngành truyền thanh như là một DJ của đài truyền thanh quân đội Hoa Kỳ. Ông đã gây cảm hứng cho cuốn phim chiếu năm 1987 Good Morning, Vietnam, vai ông được đóng bởi Robin Williams.

## Sự nghiệp truyền thanh
Cronauer sinh ra ở Pittsburgh, Pennsylvania. Ông bắt đầu sự nghiệp phát thanh từ tuổi 12 như là một khách mời cho giờ nghiệp dư cho trẻ em tại vùng Pittsburgh. Ông theo học tại University of Pittsburgh, nơi ông giúp đỡ thành lập đài tiền thân của đài truyền thanh đại học WPTS-FM.

## Tham gia quân đội
Cronauer chọn tình nguyện tham gia thay vì chờ đợi được gọi đi lính vào đầu những năm 1960. Sau khi cân nhắc về việc tham gia huấn luyện bay (đòi hỏi một cam kết dịch vụ lâu hơn), Cronauer đã chọn các hoạt động truyền thanh và truyền thông, cuối cùng trở thành một chuyên gia phát thanh và truyền hình của lực lượng không quân. Dịch vụ của ông kéo dài từ năm 1963 đến năm 1967. Cuối cùng ông đã lên cấp bậc trung sĩ. Trong khi Cronauer được biết đến nhiều nhất với dịch vụ của mình tại Việt Nam, trước đó ông đã đóng quân tại trại Iraklion, Crete, Hy Lạp.
Vào cuối những năm 1970, Cronauer đã có ý tưởng cho một bộ phim truyền hình mà là một sự pha trộn giữa M * A * S * H và WKRP ở Cincinnati, hai bộ phim truyền hình nổi tiếng của thời đại đó. Mãi đến vài năm sau, anh mới có thể thu hút sự quan tâm đến đề xuất đã trở thành phim Good Morning, Việt Nam. Bộ phim dựa trên kinh nghiệm của anh với tư cách là một DJ có trụ sở tại Sài Gòn trong Chiến tranh Việt Nam, nơi anh phục vụ từ năm 1965 đến năm 1966. Chương trình của anh được gọi là Dawn Buster. Theo Cronauer, ngoài việc mô tả anh, như là một người hướng dẫn chương trình radio, bộ phim phản ánh rất ít trải nghiệm của anh, ngoại trừ việc đánh bom một nhà hàng mà Cronauer chứng kiến ở gần đó. Một chương trình đặc biệt tiếp theo trên đài National Public Radio về vai trò của Mạng lưới Việt Nam của Lực lượng Hoa Kỳ (đài phát thanh và truyền hình quân sự AFVN) đã giúp Cronauer giành được giải thưởng 1992 Ohio State Award và hai huy chương vàng 1991 từ Liên hoan truyền thanh New York.

## Huy chương
|  | Width=44 scarlet ribbon with a central width-4 golden yellow stripe, flanked by pairs of width-1 scarlet, white, Old Glory blue, and white stripes | Bronze star |
|  | |             |

| Hàng 1 | Air Force Good Conduct Medal      | National Defense Service Medal     | Vietnam Service Medal  |
| Hàng 2 | Air Force Longevity Service Award | Vietnam Gallantry Cross Unit Award | Vietnam Campaign Medal |